# Spotsylvania County
Spotsylvania County ist ein County im Bundesstaat Virginia der Vereinigten Staaten. Im Jahr 2020 hatte das County 140.032 Einwohner und eine Bevölkerungsdichte von 134,9 Einwohnern pro Quadratkilometer. Der Verwaltungssitz (County Seat) ist Spotsylvania Courthouse.

## Geographie
Spotsylvania County liegt im mittleren Nordosten von Virginia und hat eine Fläche von 1068 Quadratkilometern, wovon 30 Quadratkilometer Wasserfläche sind. Es grenzt im Uhrzeigersinn an folgende Countys: Stafford County, Caroline County, Hanover County, Louisa County, Orange County und Culpeper County.

## Geschichte
Gebildet wurde es 1721 aus Teilen des Essex County, King and Queen County und King William County. Benannt wurde es nach Vizegouverneur Alexander Spotswood. Während des Amerikanischen Bürgerkriegs wurden in diesem County viele Schlachten geschlagen, u. a. die Schlacht von Fredericksburg vom 11. bis 15. Dezember 1862, die Schlacht bei Chancellorsville am 2. und 5. Mai 1863, die Schlacht in der Wilderness vom 5. bis 6. Mai 1864 sowie die Schlacht bei Spotsylvania Court House vom 8. bis 21. Mai 1864.

## Demografische Daten

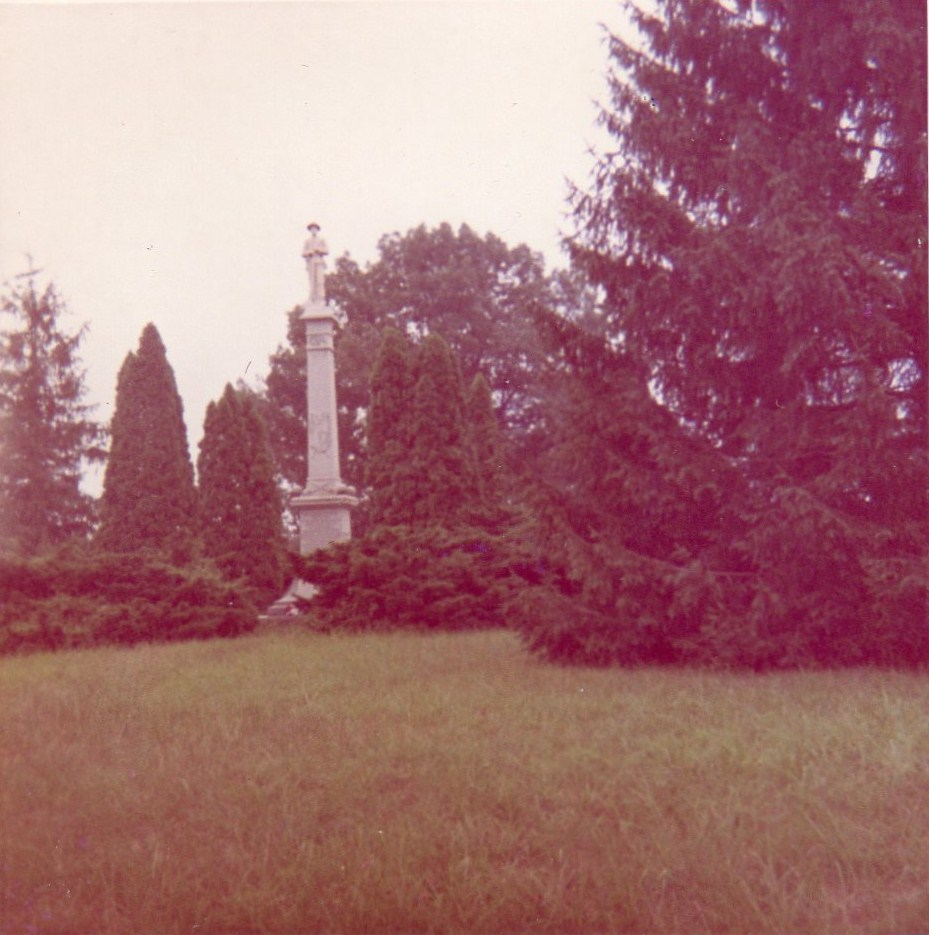
Das Granitsteinmonument im Spotsylvania Confederate Cemetery

Alterspyramide des Spotsylvania County

Nach der Volkszählung im Jahr 2000 lebten im Spotsylvania County 90.395 Menschen. Davon wohnten 554 Personen in Sammelunterkünften, die anderen Einwohner lebten in 31.308 Haushalten und 24.639 Familien. Die Bevölkerungsdichte betrug 87 Einwohner pro Quadratkilometer. Ethnisch betrachtet setzte sich die Bevölkerung zusammen aus 82,89 Prozent Weißen, 12,45 Prozent Afroamerikanern, 0,32 Prozent amerikanischen Ureinwohnern, 1,38 Prozent Asiaten, 0,05 Prozent Bewohnern aus dem pazifischen Inselraum und 1,04 Prozent aus anderen ethnischen Gruppen; 1,88 Prozent stammten von zwei oder mehr ethnischen Gruppen ab. 2,81 Prozent der Bevölkerung waren spanischer oder lateinamerikanischer Abstammung.
Von den 31.308 Haushalten hatten 42,4 Prozent Kinder und Jugendliche unter 18 Jahre, die bei ihnen lebten. 64,8 Prozent waren verheiratete, zusammenlebende Paare, 9,9 Prozent waren allein erziehende Mütter, 21,3 Prozent waren keine Familien, 16,4 Prozent waren Singlehaushalte und in 5,4 Prozent lebten Menschen im Alter von 65 Jahren oder darüber. Die Durchschnittshaushaltsgröße betrug 2,87 und die durchschnittliche Familiengröße lag bei 3,22 Personen.
Auf das gesamte County bezogen setzte sich die Bevölkerung zusammen aus 30,0 Prozent Einwohnern unter 18 Jahren, 7,3 Prozent zwischen 18 und 24 Jahren, 32,2 Prozent zwischen 25 und 44 Jahren, 22,2 Prozent zwischen 45 und 64 Jahren und 8,3 Prozent waren 65 Jahre alt oder darüber. Das Durchschnittsalter betrug 34 Jahre. Auf 100 weibliche Personen kamen 97,1 männliche Personen. Auf 100 Frauen im Alter von 18 Jahren oder darüber kamen statistisch 93,0 Männer.

Das jährliche Durchschnittseinkommen eines Haushalts betrug 57.525 USD, das Durchschnittseinkommen der Familien betrug 62.422 USD. Männer hatten ein Durchschnittseinkommen von 40.909 USD, Frauen 27.910 USD. Das Prokopfeinkommen betrug 22.536 USD. 3,4 Prozent der Familien und 4,7 Prozent der Bevölkerung lebten unterhalb der Armutsgrenze. Darunter waren 6,2 Prozent der Kinder und Jugendlichen unter 18 Jahren und 4,8 Prozent der Einwohner im Alter von 65 Jahren oder darüber.